# 大牧橋
大牧橋（おおまきばし）は、岐阜県大野郡白川村の庄川に架かる国道156号の橋。

## 概要
RCアーチ橋時代の大牧橋は戦前の日本唯一の3ヒンジRCアーチ橋であった。
RCアーチ橋の諸元
- 形式 - RC上路型メラン式3ヒンジアーチ橋
- 橋格 - 3等橋
- 橋長 - 75.400 m
  - 支間割 - 74.000 m
  - アーチライズ - 7.4000 m
- 幅員
  - 総幅員 - 5.000 m
  - 有効幅員 - 4.500 m
  - 車道 - 5.500 m
- 橋台 - 重力式玉石交じりコンクリート橋台

## 歴史
小牧ダム建設に伴う製材業者への補償として、ダム事業者から岐阜県に120万円が寄付され、それを原資に郡上郡白鳥町から大野郡白川村鳩谷に至る総延長32 km（キロメートル）の道路が整備された。大牧橋は、その道路の一部で庄川を渡る鉄筋コンクリートアーチ橋であった。大牧橋は1933年（昭和8年）ごろから設計を開始し、1935年（昭和10年）春に着工、1939年（昭和14年）秋に竣工した。1956年（昭和31年）に、橋のすぐ下流に鳩谷ダムが建設され、湖に水没した。
このため下流に、橋長65.8 mの下路トラス橋に架け替えられた。更に1992年（平成4年）に現在の橋に架けられた。

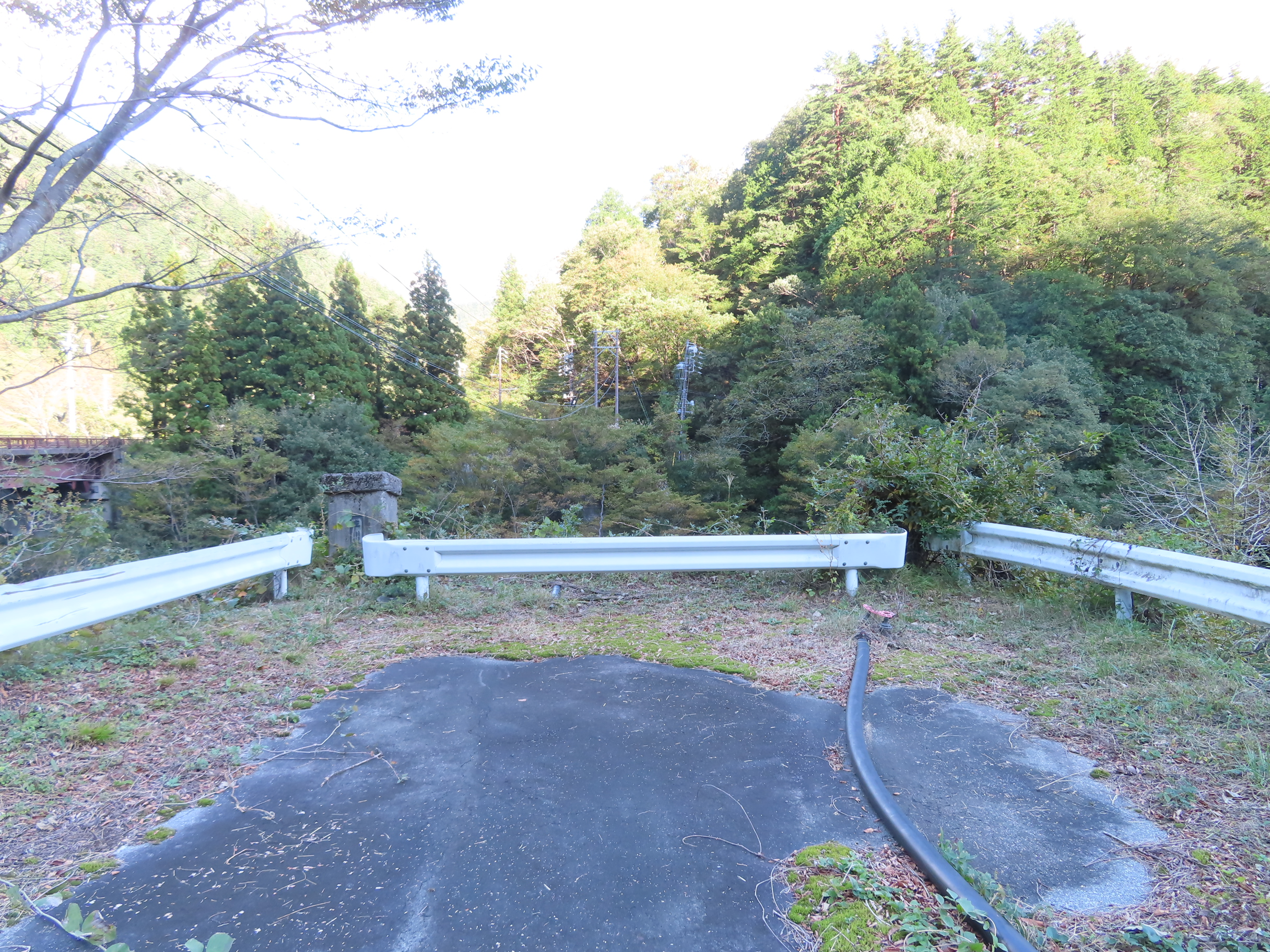
小牧ダム建設後から1992年まで使用されていた橋の跡地